# Noturus miurus
Noturus miurus är en fiskart som beskrevs av Jordan, 1877. Noturus miurus ingår i släktet Noturus och familjen Ictaluridae. IUCN kategoriserar arten globalt som livskraftig. Inga underarter finns listade i Catalogue of Life.